# Abolition de l'esclavage au Royaume-Uni
Vous lisez un « bon article » labellisé en 2013.

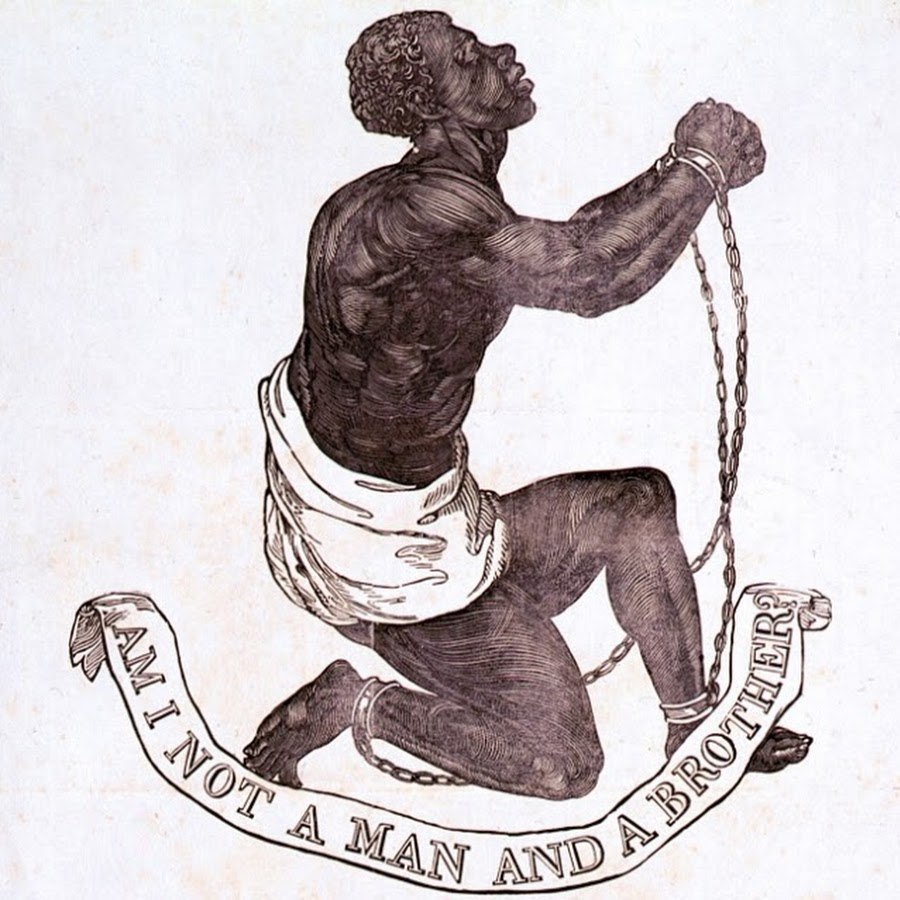
Am I Not a Man and a Brother?, illustration du célèbre médaillon anti-esclavagiste dessiné par William Hackwood ou Henry Webber pour le compte de Josiah Wedgwood, vers 1787.

L’abolition de l'esclavage est, au Royaume-Uni, un processus qui trouve son aboutissement entre 1833 et 1838. Il s'explique notamment par l'émergence dès la fin du XVIIIe siècle d'un puissant mouvement abolitionniste, notamment dans les milieux non conformistes. Ces sociétés visaient, dans un premier temps, à abolir uniquement la traite, en escomptant que son abandon entraînerait le dépérissement progressif et graduel du système esclavagiste fondé sur elle. La propagande très efficace diffusée par ces sociétés abolitionnistes rencontra un écho certain au sein de l'opinion publique britannique, écho concrétisé dans la production de pétitions spectaculaires comme les affectionnaient les milieux radicaux britanniques de cette époque. Ces pétitions étaient ensuite présentées au Parlement pour appuyer l'action de ceux de ses membres qui militaient pour l'abolition, tel William Wilberforce.
L'abandon de la traite négrière fut obtenu en 1807, celui de l'esclavage lui-même en 1833, notamment grâce à l'action de l'Anti-Slavery Society. Cependant, dans le souci de préserver l'équilibre économique des colonies antillaises britanniques, la loi opta pour une sortie graduelle de l'esclavage. Ainsi, pendant une période d'« apprentissage » de la liberté (variable selon les catégories d'individus), les esclaves devaient fournir un travail non rémunéré à leur ancien maître. L'émancipation définitive et généralisée n'intervint que le 1er janvier 1838.  Les esclavagistes reçurent une indemnisation représentant 40 % du budget de l’État.
L'abolition de l'esclavage dans ses colonies incita encore davantage l’État britannique à mener la politique de répression de la traite à l'échelle internationale qu'il avait engagée dès 1807. Le Royaume-Uni imposa ainsi petit à petit l'abandon de la traite à ses ennemis vaincus ou à ses alliés redevables, via des accords bilatéraux. Dans ce cadre, la Royal Navy (et en son sein le British African Squadron), prit largement en charge pendant plusieurs décennies la chasse aux navires négriers au large de l'Afrique, ce qui, malgré le coût de l'opération, ne fut pas sans contribuer à l'établissement et au renforcement de l'hégémonie britannique sur les mers et dans l'espace africain. Malgré des dérives, la politique britannique constante visant à étendre au monde entier l'interdiction des traites négrières qu'elle s'était elle-même imposée, tarit progressivement les flux qui en étaient issus.

## Origines du mouvement abolitionniste britannique

### Prémices de l'abolitionnisme britannique, entre «Grand Réveil» et philosophie des Lumières

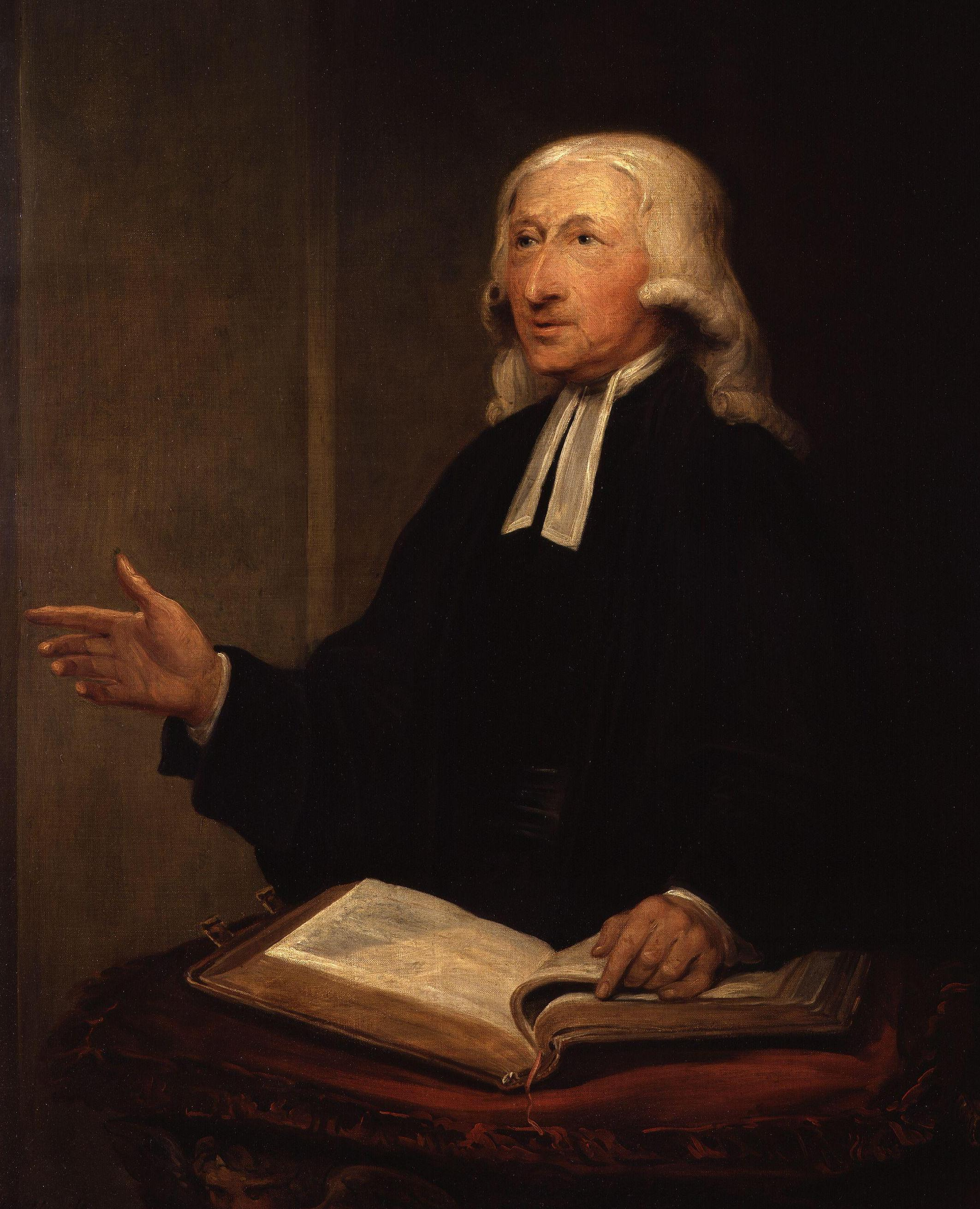
La contestation de l'esclavage joua un rôle important dans le développement du méthodisme, à l’initiative de John Wesley.

L’Angleterre connut assez tôt l'émergence de discours condamnant l'esclavage ou valorisant et humanisant la figure du Noir d'Afrique asservi, présenté, avec une nette connotation puritaine, comme un être noble et bon dont la pureté s'opposait à la dépravation de ses maîtres. Les quakers jouèrent un rôle déterminant au sein de ce mouvement initial de dénonciation de l'esclavage. D'ailleurs, on constate que le mouvement se cantonna à leurs rangs pendant plusieurs décennies. Cependant, cet isolement initial des quakers dans la lutte ne doit pas amener à relativiser leur force de frappe. Comme le souligne Olivier Pétré-Grenouilleau, « vers 1750, 90 000 quakers parlant anglais des deux côtés de l'océan Atlantique constituaient une masse de manœuvre non négligeable », dont les convictions antiesclavagistes ne tardèrent pas à se diffuser dans d'autres églises protestantes britanniques, dans le cadre du développement d'un évangélisme égalitariste s'incarnant dans le Grand réveil, même si ce dernier mouvement, tout à la fois produit de la philosophie des Lumières et réaction contre elle, n'entraîna pas systématiquement l'engagement de ses adeptes en faveur des thèses abolitionnistes.

Au Royaume-Uni, c'est dans le sillage du renouveau religieux impulsé par le fondateur du méthodisme, le prédicateur John Wesley que le mouvement antiesclavagiste prit une ampleur déterminante : en 1774, la publication par Wesley de ses Thoughts on Slavery, encouragea les pasteurs méthodistes à réclamer avec force dans leurs sermons la disparition de la traite. Ainsi, le 30 novembre 1788, le pasteur James Dore condamna fermement la traite dans le sermon qu'il prononça à Maze Fond, à Southwark : 

« Vous êtes des Hommes […], respectez l'humanité. […] Si vous êtes plus puissants que vos voisins, cela doit-il vous autoriser à les priver de leurs droits ? Vous êtes des Britanniques […]. Vous aimez la liberté. Est-il possible d'être Britannique et de ne pas aimer la liberté ? Est-il possible d'aimer la liberté et de ne pas vouloir en même temps toujours qu'elle étende sa douce influence ? […] Ô ! Angleterre, Angleterre, les mots cherchent à décrire les horreurs de ta condamnation. Finalement, vous êtes chrétiens, et comme tels, vous ne pouvez sans crainte justifier la traite. […] La loi royale, la première grande maxime de l'Évangile, demande de ne pas faire aux autres ce qu'on ne voudrait pas qu'ils nous fassent. Est-il possible que les pauvres nègres embrassent joyeusement le christianisme en voyant ce que nous faisons? »

Des intellectuels soutinrent aussi par leurs écrits la cause antiesclavagiste, comme le poète William Cowper, très populaire à l'époque, auteur, cette même année 1788, de The Negro's complaint (La Complainte du Noir) qui traite les Européens d'« esclaves de l'argent », et Pity for Poor Africans (Pitié pour les pauvres Africains), plus ironique, « car comment pourrait-on se passer de sucre et de rhum ? / De sucre surtout, qui nous paraît absolument indispensable ! ». Ces divers premiers écrits abolitionnistes trouvèrent dans une population de plus en plus alphabétisée des lecteurs assidus et toujours plus nombreux.

### Premières sociétés abolitionnistes

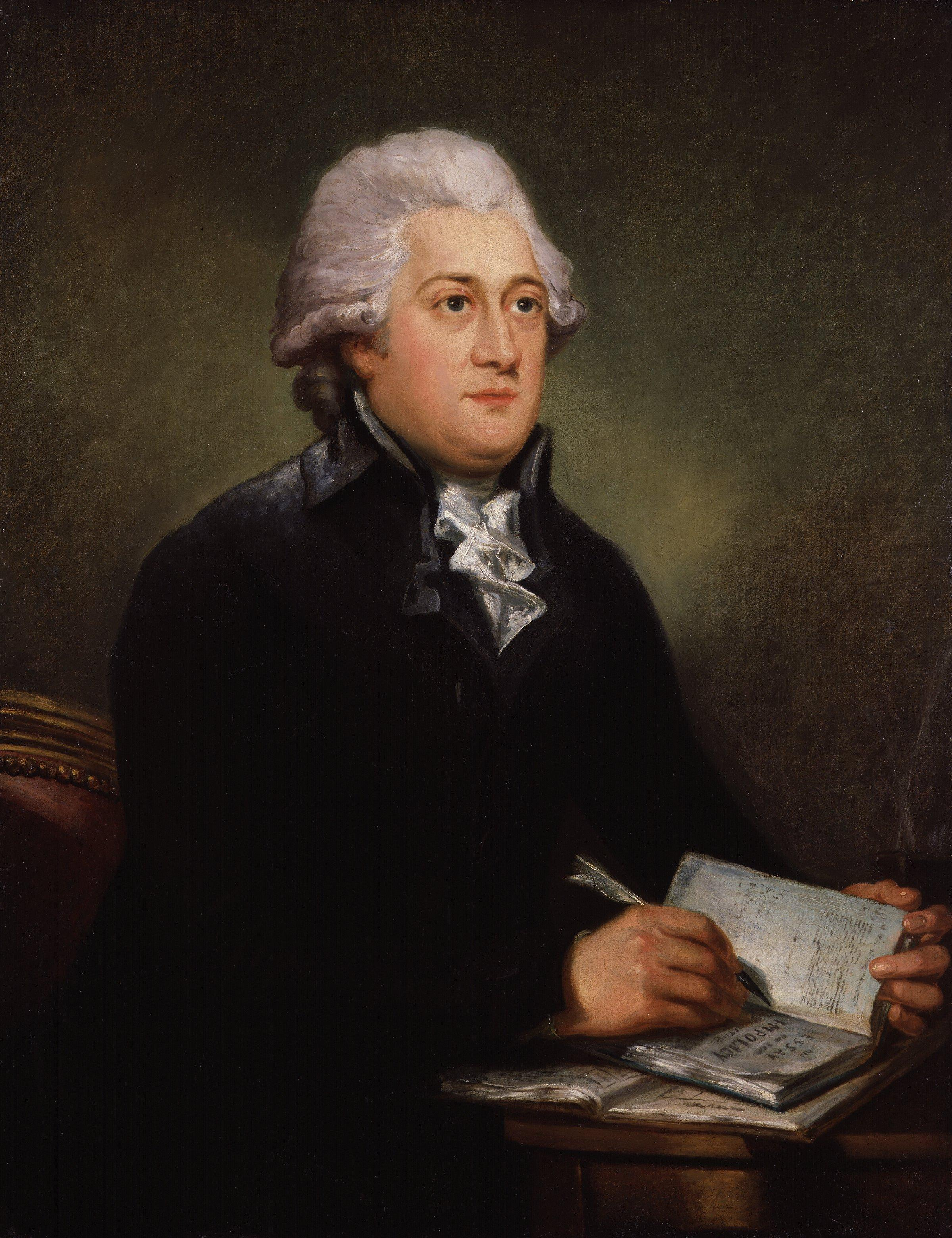
Le militant abolitionniste Thomas Clarkson.

De fait, si les quakers étaient précurseurs dans cette lutte, ce fut avec la première des associations antiesclavagistes non exclusivement quaker, la « Société pour l'abolition de la traite » (Society for Effecting the Abolition of the Slave Trade) créée en 1787 à Clapham, que le combat abolitionniste prit toute son ampleur dans le monde britannique. Certains des membres de ce groupe étaient jeunes, comme Thomas Clarkson ou William Wilberforce, mais d'autres disposaient d'une expérience déjà riche en matière de lutte contre l'esclavage. Ainsi, à l'occasion de l'affaire de l'esclave fugitif James Somersett, le militant Granville Sharp avait obtenu dès 1772 que le Lord Chief of Justice Lord Mansfield reconnût qu'aucune loi positive n'autorisait de manière explicite la réduction en esclavage sur le territoire des îles Britanniques, et que, dès lors, tout esclave fugitif pouvait, en Grande-Bretagne, réclamer juridiquement avec succès la reconnaissance de sa liberté.
Réaliste dans ses objectifs, la « Société pour l'abolition de la traite » visait, comme son nom l'indique, non à abolir l'esclavage en tant que tel dans les colonies britanniques, mais à en tarir la source en mettant fin à la traite négrière dans le cadre du commerce triangulaire. Cet « abolitionnisme pragmatique » ou « gradualiste » ne détournait pas la société de son objectif ultime, à savoir abolir la condition d'esclave elle-même. Elle espérait simplement réduire ainsi l'efficacité économique du système esclavagiste : en effet, un esclave nouvellement arrivé, peu au fait des réalités du monde dans lequel il était projeté et notamment des rapports de forces entre esclaves et maîtres, était souvent plus docile et facile à contrôler qu'un esclave né au sein de ce système. Dans ce cadre, « en tarissant l'esclavage à la source, on obligerait les maîtres à mieux traiter leurs esclaves puis à les affranchir ». L'augmentation des coûts, alliée aux difficultés prévisibles à renouveler le stock d'esclaves par accroissement naturel minerait à terme suffisamment le système pour rendre sa réforme indispensable et permettre la disparition en quelque sorte « naturelle » de l'esclavage lui-même.

## Contraindre l'État britannique à abolir l'esclavage

### Une redoutable propagande: la «machine» abolitionniste
La « Société pour l'abolition de la traite » travailla à la mobilisation de l'opinion publique britannique, avec un succès qui étonna jusqu'à ses propres initiateurs. Au sein même du Parlement, elle mena des actions visant à encourager l'État à mettre un terme légal à la traite. Le chef d'orchestre de cette efficace mobilisation propagandiste auprès de la population britannique fut Thomas Clarkson, brillant conférencier « autant qu'un inépuisable fantassin qui parcourut le pays de long en large, haranguant les foules partout où il allait, accumulant faits et chiffres convaincants pour les présenter au Parlement ». Cette politique de propagande consistait en la diffusion d'informations par des affiches, des fascicules, le boycott de produits fabriqués par des esclaves, l'organisation de comités abolitionnistes locaux ou de conférences, et plus largement, l'élaboration d'un argumentaire bien huilé. Pris comme modèle pendant un demi-siècle par tous les abolitionnistes d'Europe, ce bréviaire de l'anti-esclavagiste réunissait des considérations morales et religieuses à des arguments d'ordre économique : l'augmentation de la productivité attendue des affranchis rendrait l'abolition bénéfique d'un point de vue économique pour les planteurs.

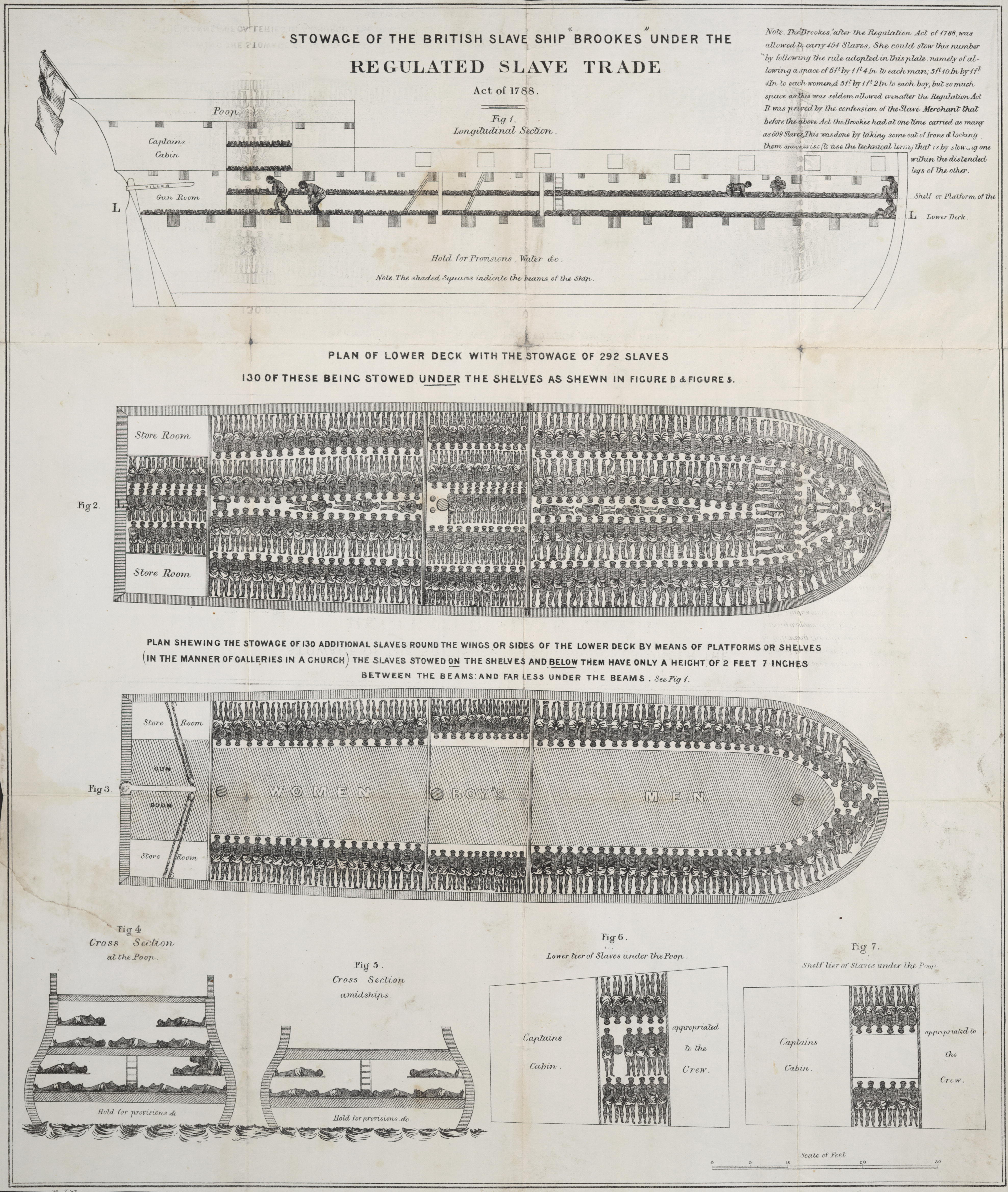
Plans du navire négrier Brookes.

Il s'agissait en premier lieu de convaincre les interlocuteurs européens de l'humanité des Noirs, pour rendre de ce fait la traite insupportable moralement. De ce point de vue, le sceau de la Société pour l'abolition de la traite, dessiné par Josiah Wedgwood en avril 1787 puis décliné par William Hackwood sous forme de médaillon, s'est montré d'une étonnante efficacité. Il représente un esclave noir à genoux, enchaîné, interpellant le lecteur : « Am I Not a Man and a Brother? »  (« Ne suis-je pas un homme et un frère ? »). Percutant, ce médaillon connut un très grand succès et fut reproduit en de nombreux exemplaires, arboré par les hommes et les femmes de la bonne société britannique et américaine et même recopié, en France, par la Société des amis des Noirs pour établir leur propre sceau.
Thomas Clarkson n'hésitait pas à faire la chasse aux documents susceptibles de démontrer le caractère intolérable des conditions de la traite, non sans « certaines exagérations dans le discours, parfaitement adaptées, cependant, à une Europe de plus en plus portée par la vague du « sentiment » ». Ainsi, il enquêta à plusieurs reprises dans le grand port négrier britannique qu'était alors Liverpool, interrogeant les marins et visitant les navires, ce qui n'était d'ailleurs pas sans danger : lors d'une de ces visites, il faillit périr noyé au bout d'une jetée d'où l'avaient poussé des marins mécontents. Il obtint néanmoins en 1788 un document précieux dont il sut faire bon usage pour stigmatiser la traite, les plans du navire négrier Brookes. De ce document il tira une représentation particulièrement saisissante d'un navire négrier présenté comme « standard ». L'effet spectaculaire s'explique par son apparente rigueur technique. Clarkson fit en effet le choix de choquer non pas en représentant « un esclave, comme on s'y était habitué avec la mode du sentiment propre au XVIIIe siècle, mais une multitude d'esclaves, indifférenciés, parqués comme des animaux, à même le bois du navire, de la manière la plus froide et la plus rationnelle possible, en dehors de toute idée d'humanité ». En outre, cela permettait de démontrer que les idées abolitionnistes ne reposaient pas sur de simples préjugés alarmistes à propos de la condition des esclaves, mais bien sur une connaissance précise des réalités de la traite. En effet, on distingue sur ce document la place disponible pour chacun des 454 esclaves que pouvait transporter le navire. Sur la figure centrale, le choix de superposer les niveaux de captifs, répartis en fait sur plusieurs étages du fait des plates-formes, procurait une impression frappante d'entassement des hommes, d'autant plus insupportable que l'on savait que la traversée durait trois mois. Ce type de document, qui connut du reste un grand succès, illustre la volonté des abolitionnistes d'articuler arguments concrets et chiffrés d'une part, appel à la sensibilité du public d'autre part : c'est « en insistant sur la dimension pathétique de la traite » mais également en s'appuyant sur la présentation froide et rationnelle « des preuves pour eux irréfutables de la barbarie de la traite », que « les abolitionnistes l'ont emporté sur le terrain de la morale ».
Entre 1787 et 1792 se développa un important réseau de clubs abolitionnistes provinciaux, largement financé par les quakers. Cette mobilisation encouragea le Conseil privé de la Couronne à diligenter en 1788 une enquête sur les conditions de la traite. La Société pour l'abolition de la traite multiplia dès lors les campagnes de distribution de tracts, la récolte de témoignages d'esclaves et la mise en avant des atrocités commises à leur encontre. On s'appuya ainsi sur la publication du témoignage d'Olaudah Equiano, un ancien esclave calviniste connu sous le nom de baptême de Gustavus Vassa, un des rares livres de témoignage sur la traite vue du côté des Africains déportés. La sensibilisation et la propagande de la Société pour l'abolition de la traite trouva son aboutissement dans l'élaboration de pétitions recueillant des centaines de milliers de signatures et régulièrement déposées devant les parlementaires de la Chambre des Communes et des lords.

### Mobilisation parlementaire et interdiction de la traite (1807)

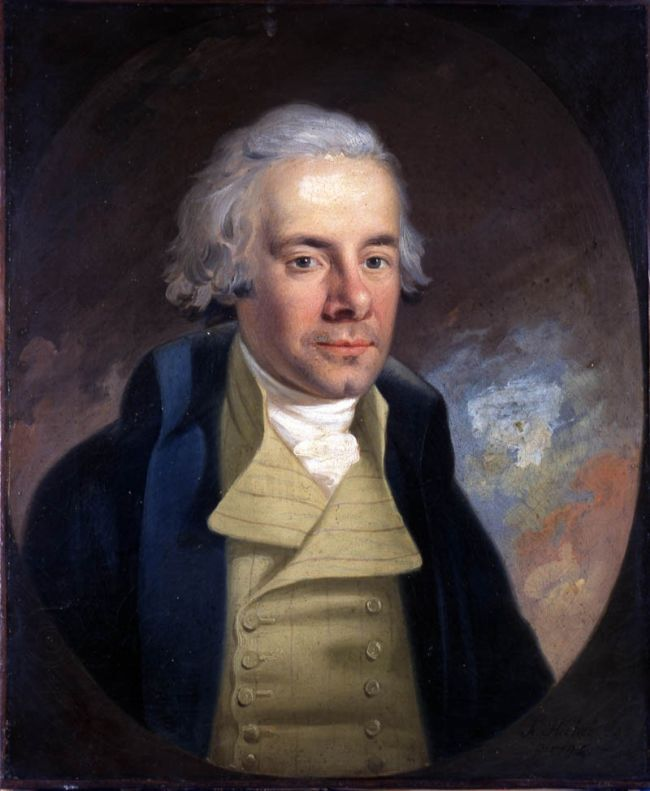
William Wilberforce.

Le principal relais de l'action abolitionniste au niveau parlementaire fut William Wilberforce (1759-1833). Fils d'un riche homme d'affaires et jeune député méthodiste de l'entourage du Premier ministre William Pitt, il s'était déjà fait connaître par son implication dans la lutte contre le travail des enfants, mais il entra dans la postérité pour sa contribution à la lutte abolitionniste, dont il sut fédérer les partisans. Wilberforce put par exemple compter sur le soutien du prêtre John Newton, ancien trafiquant d'esclaves repenti et célèbre auteur d'hymnes (dont le fameux Amazing Grace), qu'il contacta dès 1785 et qui témoigna auprès du Privy Council en 1788 sur la réalité des conditions de la traite négrière,.
Confronté à la violente opposition des planteurs, Wilberforce échoua d'abord en 1788, puis en 1791, à ce que la Chambre des Communes consente à abolir la traite, même si, en 1788, elle accorda aux esclaves une réglementation qui leur assurait davantage d'espace sur les navires négriers (Dolben Act). Par la suite, en 1792, Wilberforce trouva une majorité pour voter une abolition graduelle de la traite à l'exemple de ce qui avait été fait au Danemark, mais la décision fut différée du fait de l'opposition des lords,.
Les campagnes pétitionnaires s'accentuèrent dès lors fortement. En 1792, 500 pétitions réunirent ainsi 390 000 signatures. Cependant, le contexte de la guerre avec la France révolutionnaire ne facilita pas la tâche des abolitionnistes britanniques. Celle-ci en effet prit l'initiative, le 16 pluviôse an II (4 février 1794), d'abolir non seulement la traite mais l'esclavage. Certes, cela annihilait le vieil argument brandi par les anti-abolitionnistes soutenant que « la France n'abolirait jamais la traite » ; mais cela assimilait également l'abolition à une pratique révolutionnaire, « une idée française inséparable de la suppression de la monarchie et du nettoyage des rues par le sang des aristocrates ». Dans le même ordre d'idées, les violences liées à cette abolition, notamment à l'initiative des esclaves à Saint-Domingue, furent utilisées par les anti-abolitionnistes comme la démonstration de ce qu'il n'avaient cessé de proclamer sur l'air du « lâchez du lest avec les esclaves, et le désastre suivra ». Il fallut attendre que ces souvenirs s'estompassent suffisamment pour que l'abolition de la traite fut votée le 23 février 1807 lorsque Wilberforce obtint, à une large majorité, un vote favorable à l'abolition, par 100 voix contre 36 à la chambre haute, 283 contre 6 aux Communes.
Les historiens ont régulièrement recherché, généralement sans succès, une explication rationnelle - c'est-à-dire économique - à cette décision d'abolir la traite. Certes, la perte  par la Grande-Bretagne de ses colonies d'Amérique du Nord avait réduit le nombre de ses plantations, mais le système économique de la plantation coloniale esclavagiste britannique ne semblait nullement à bout de souffle, comme le suggère la volonté des planteurs et marchands à maintenir à tout prix le système en place : on peine à distinguer dans leur attitude le moindre « signe indiquant leur défaite pour des raisons de faillite économique ». Ainsi, la demande d'esclaves est forte encore à la veille de l'abolition de 1807. Dès lors, comment expliquer une telle décision, la mise à bas volontaire d'un système économique florissant ? Pourquoi la traite, hier acceptée avec bonhommie, était-elle devenue subitement, en quelques années, une pratique détestable, immorale et anti-chrétienne ? C'est que dans l'intervalle, la Grande-Bretagne et les Britanniques eux-mêmes avaient changé. Comme le souligne  James Walvin, « un véritable glissement tectonique s'était produit dans les soubassements de la société britannique, qui avait dessiné  des évolutions majeures dans le domaine des sensibilités et des attitudes ». Au sein d'une population plus urbanisée et alphabétisée, le développement de la dissension religieuse et des idées libérales avaient contribué au développement d'un véritable abolitionnisme populaire.
La mue fut si spontanée qu'elle contribua à jeter un voile pudique sur la si forte implication des navires britanniques dans la déportation de millions d'Africains au XVIIIe siècle. Les Britanniques ne se targuèrent plus désormais que de leurs statuts de précurseurs de l'abolitionnisme, avec une nette « tendance à penser l'implication de la Grande-Bretagne dans l'esclavage au moment de son agonie » pour mieux occulter sa responsabilité dans les trafics de chair humaine du siècle antérieur et « l'intimité du lien historique de l'esclavage avec la vie britannique elle-même ».

### Obtenir l'abolition de l'esclavage lui-même

#### Une dynamique maintenue jusqu'à l'abolition de l'esclavage (1833)

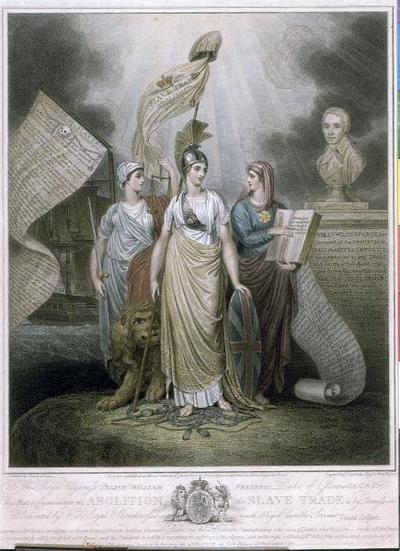
Gravure célébrant l'abolition de la traite dans l'empire britannique (1807).

En 1823, la création de la Society for the Mitigation and Gradual Abolition of Slavery, plus connue sous le nom d’Anti-Slavery Society, marqua le passage vers la revendication de l'abolition graduelle de l'esclavage. Ce parti pris d'une abolition progressive s'appuyait sur la conviction largement répandue, même au sein du mouvement antiesclavagiste, que les esclaves devaient être préparés à la liberté, notamment par l'apprentissage des principes élémentaires du christianisme : c'était en particulier la conviction de Thomas Clarkson, contre la volonté de William Wilberforce. L’Anti-Slavery Society entendait aussi, dans une perspective cette fois plus stratégique, se rallier la part des élites économiques la plus réticente, en laissant la possibilité aux planteurs d'obtenir une période transitoire vers l'organisation du travail libre des esclaves.
Après le retrait de Wilberforce en 1825, Thomas Fowell Buxton fut le principal défenseur de cette position au Parlement. Il vit au fur et à mesure des élections les rangs abolitionnistes se densifier au palais de Westminster. De ce point de vue, la réforme de 1832 et le doublement du nombre d'électeurs qu'elle entraîna pour les élections de décembre furent déterminants. En effet, dans ce nouveau corps électoral, la place tenue par les classes moyennes, donna à l'assemblée une dimension davantage non-conformiste et abolitionniste. Sans que cela permette une abolition facile et automatique (les whigs, grands vainqueurs de l'élection, étaient divisés sur la question), cette nouvelle configuration parlementaire facilita le travail de Buxton. D'autant que dans le même temps, la Baptist Rebellion s'étendait dans les rangs serviles de l'ouest jamaïquain. Cette révolte menée par le baptiste Sam Sharpe, née d'une rumeur d'abolition immédiatement démentie par les colons, ne s'éteignit qu'au bout de trois mois. La féroce répression qu'elle entraîna suscita l'indignation en métropole et sembla montrer avec une évidence toujours plus nette que le système esclavagiste n'était plus moralement et politiquement tenable.
Dans ce contexte, le flot des pétitions réclamant l'abolition de l'esclavage devint en 1833 particulièrement spectaculaire : le gouvernement en reçut cette année-là plus de 5 000 réunissant au total plus d'un million et demi de signatures. Un consensus se dégagea dès lors pour proclamer l'abolition légale de l'esclavage dans les colonies britanniques. L’Abolition bill voté par le parlement britannique le 8 août 1833 fut confirmé le 28 août par le roi Guillaume IV.

#### Une abolition graduelle
Afin de ne pas provoquer dans les colonies de plantation un choc économique trop brutal – et accessoirement atténuer la sensibilité des Members of Parliament aux arguments antiabolitionnistes des planteurs –, le texte prévoyait une abolition graduelle. Certes, les esclaves disposaient désormais de la liberté juridique en vertu du nouveau texte. Néanmoins, celui-ci ne devait s'appliquer qu'au 1er août 1834, soit près d'un an après son vote, « ce qui laissait le temps aux assemblées locales de planteurs d'envisager les modalités de son entrée en vigueur et allongeait d'autant le délai laissé aux planteurs pour se préparer à la rémunération du travail », ainsi que l'attente de la libération juridique effective des 770 400 esclaves recensés dans les colonies de la Couronne.

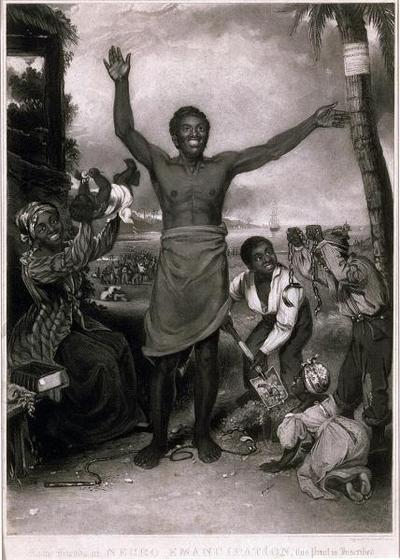
Gravure célébrant l'abolition de l'esclavage dans l'empire britannique.

Surtout, une période dite d'apprentissage (apprenticeship) était imposée aux esclaves de plus de six ans et de moins de soixante ans. Seuls les planteurs d'Antigua choisirent une abolition immédiate, sans « apprentissage ». Pendant cette période, d'une durée de quatre ans pour les domestiques et de six ans pour les esclaves agricoles, les anciens esclaves devaient fournir à leur ancien maître un travail non rémunéré de quarante heures et demie par semaine, à charge pour ce dernier de leur assurer logement, nourriture, habillement et soins médicaux. Dans le cas de la vente d'une exploitation, les apprentis qui y travaillaient précédemment y restaient attachés.

#### Indemnisation des propriétaires d'esclaves
La loi d'émancipation comporte aussi une clause d'indemnisation des propriétaires. Ces derniers perçurent vingt millions de livres sterling, « somme énorme équivalant à peu près à la moitié du budget annuel de la nation », débloquée pour l'essentiel sous forme d'emprunt à la Banque Rothschild, et dont le contribuable britannique finit de rembourser les mensualités en 2015.

#### 1erjanvier 1838: émancipation définitive des esclaves dans l'empire britannique
La difficulté à s'affranchir des rapports sociaux anciens dans des sociétés coloniales où les anciens esclaves représentaient parfois 85 % de la population totale, tout comme la complexité de mise en œuvre de la législation sur l'apprentissage et les fortes tensions sociales (émeutes, marronnage) poussèrent le Colonial office (en) à avancer le terme de ce système transitoire. Le 1er janvier 1838, l’émancipation des deux catégories d'esclaves, urbains et agricoles, fut proclamée, deux ans avant l'échéance prévue par le texte de 1833 pour les esclaves des plantations.
On chercha cependant à orienter cette main d'œuvre désormais salariée vers les grandes cultures commerciales d'exportation plutôt que vers l'exploitation de leur propre lopin de terre, en limitant pour ces catégories de population la surface qu'il leur était possible de louer ou d'acheter. À ces motivations économiques, cette législation ajoutait des préoccupations politiques : la qualité de propriétaire terrien impliquait en effet celle d'électeur et pouvait même, à partir d'un certain seuil, entraîner l'éligibilité aux assemblées locales. On chercha dans ce cadre à limiter au maximum l'accès éventuel d'anciens esclaves aux responsabilités politiques.

## L'État britannique, militant de l'abolition de la traite hors du monde britannique

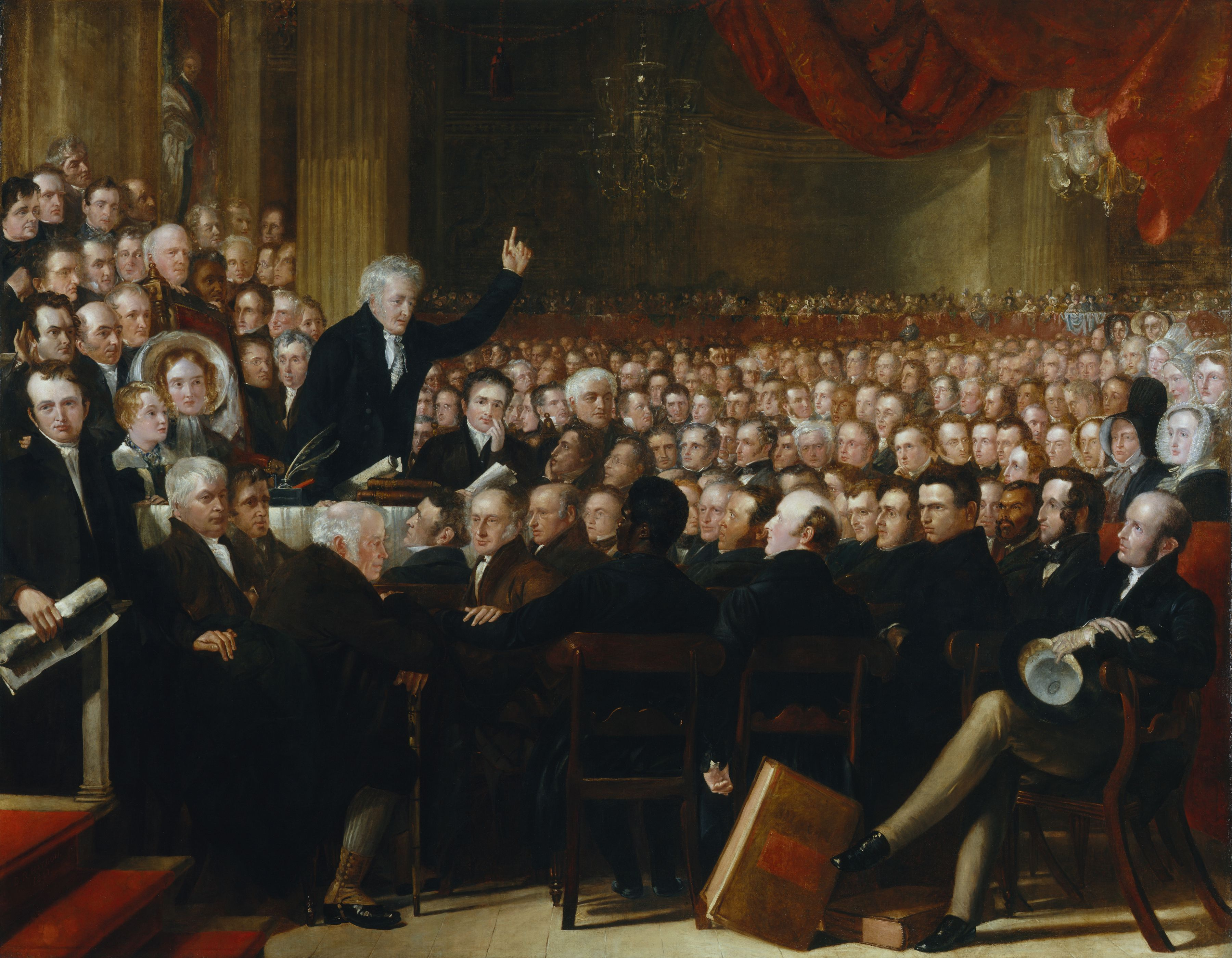
Thomas Clarkson interpellant les membres de lAnti-Slavery Society en 1840.

### Internationaliser la lutte: les sociétés abolitionnistes britanniques dans le monde
Dès 1807, l'interdiction de la traite obtenue pour la Grande-Bretagne, les abolitionnistes britanniques poursuivirent leur travail de propagande pour étendre l'interdiction du commerce triangulaire à l'ensemble des nations. Cette volonté d'internationaliser la lutte se maintint après l'obtention d'une législation nationale interdisant l'esclavage en 1833.
La British and Foreign Anti-Slavery Society succéda en 1839 à l'Anti-Slavery Society : elle joua un rôle d'expertise, envoyant des émissaires dans le monde entier pour vérifier les conditions d'application des décrets anti-esclavagistes et informer le Parlement britannique des persistances de la traite illégale. Elle tint aussi une place prépondérante au sein du mouvement anti-esclavagiste international, participant même au financement de sociétés étrangères comparables, notamment en France.
La British and Foreign Anti-Slavery Society organisa à Londres deux grandes conventions réunissant les délégués de toutes les sociétés abolitionnistes du monde, d'abord en juin 1840, ensuite en juin 1843, dans le but de recenser les différents types d'esclavage du monde, leurs conséquences humaines et commerciales et de dégager des stratégies d'action coordonnée pour obtenir leur disparition.

### Défendre ses intérêts et mettre fin à l'esclavage: l'État britannique et la lutte pour l'abolition mondiale

#### La volonté de disposer d'un outil de lutte supranational

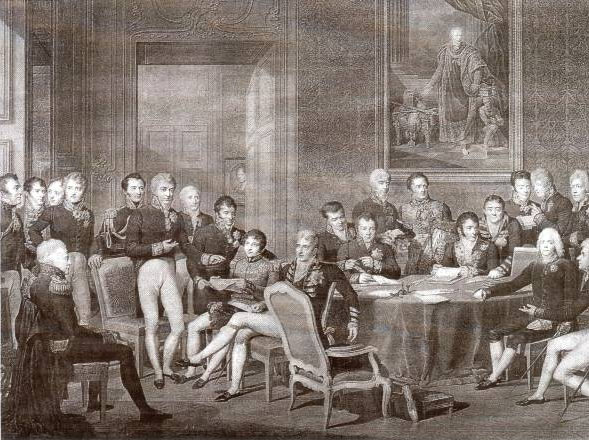
Lors du congrès de Vienne, le Royaume-Uni imposa aux autres pays une « déclaration sur l'abolition de la traite des Nègres ».

Dès après 1807, l'État britannique soutint ces sociétés abolitionnistes et se fit désormais champion de la lutte contre la traite, notamment par l'intermédiaire d'une Royal Navy passée directement de la garde des routes de la traite à la chasse aux navires négriers. En effet, comme le soulignait encore Alexis de Tocqueville en 1843, le Royaume-Uni ne souhaitait pas que les autres puissances disposent des avantages de la traite et bientôt de l'esclavage dont il s'était volontairement privé. Les négociations diplomatiques de 1814-1815 consécutives à la chute de Napoléon Ier lui fournirent une occasion précieuse de faire triompher ses vues en ce domaine : le Royaume-Uni obtint ainsi, le 8 février 1815 lors du congrès de Vienne, que les belligérants approuvent une « déclaration sur l'abolition de la traite des Nègres ».
Néanmoins, on en resta largement aux déclarations d'intentions, dans la mesure où les États concernés étaient très réticents à concéder aux Britanniques les moyens d'une lutte effective et coordonnée contre les négriers. Lors de la conférence de Londres du 28 août au 22 novembre 1816, la tentative britannique de prolonger l'effort pour obtenir l'établissement d'une ligue internationale disposant des moyens de mettre un terme à la traite se heurta ainsi à l'opposition des autres puissances.
En fait, ces dernières, de manière plus ou moins explicites, dénonçaient des arrière-pensées hégémoniques dans la volonté du Royaume-Uni d'étendre la lutte abolitionniste au-delà du monde britannique. De fait, le zèle des Britanniques était d'autant plus important que la chasse aux bateaux négriers qu'ils menaient leur permettait de s'assurer plus facilement des points d'appuis sur la côte africaine. Dès lors, les puissances concurrentes de la Grande-Bretagne considérèrent que le sombre dessein de ces motivations géopolitiques était bien prédominant sous ses habits philanthropiques, et que tout système collectif de répression de la traite renforcerait démesurément une supériorité maritime britannique déjà évidente. De fait, seule la Royal Navy disposait des moyens nécessaires à une telle « police des mers ». Compte tenu du déséquilibre entre la flotte britannique et celles des autres puissances, s'engager dans un tel projet, c'était offrir au Royaume-Uni un spectaculaire outil de puissance et au-delà « céder à un principe attentatoire aux souverainetés et dignités nationales autant qu'au droit maritime international, bien que celui-ci soit encore mal fixé, sous l'espèce du principe mare liberum, la mer libre ».

#### Le choix du «bilatéralisme par défaut»

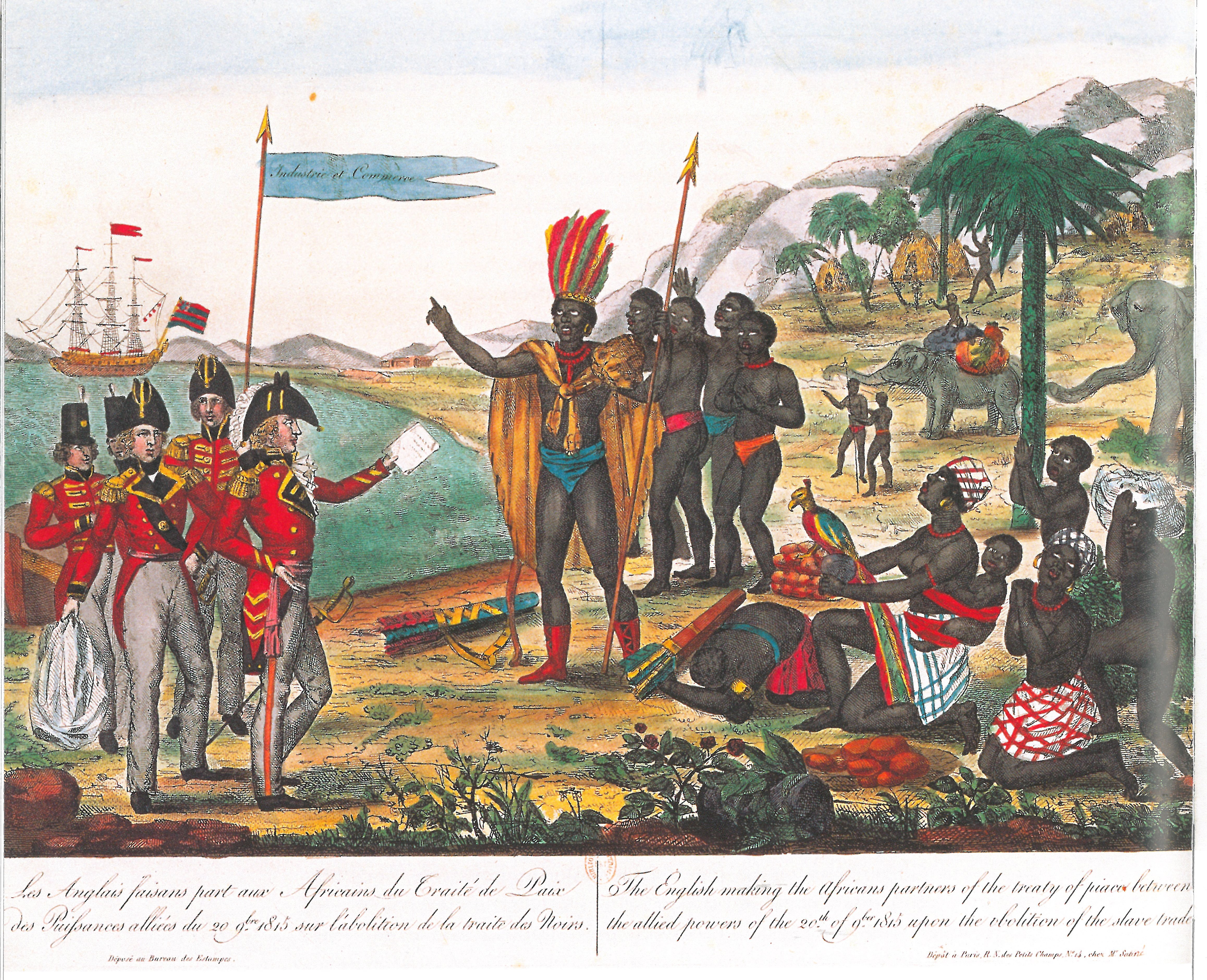
« Les Anglais faisans part aux Africains du Traité de paix des puissances alliées du 20 octobre 1815 sur l'abolition de la traite des noirs »

Dès lors, à défaut de multilatéralisme, les Britanniques choisirent de faire eux-mêmes pression individuellement sur chacun des pays impliqués dans les traites négrières. Déjà, pendant les guerres napoléoniennes, l'Angleterre avait su utiliser son statut de belligérant maître des mers pour d'une part aborder et saisir les navires négriers ennemis au large des côtes africaines, d'autre part soutirer dès février 1810 à la cour royale du Portugal, en quête de légitimité diplomatique après avoir été contrainte à l'exil au Brésil sous la pression des Français, un traité d'alliance dont l'article 10 établissait le principe d'une collaboration des deux États en vue d'une abolition graduelle de la traite. Cet article, éventuellement adapté et peaufiné, constitua le prototype de tous ceux que, durant les cinquante années qui suivirent, les diplomates britanniques s'efforcèrent d'introduire dans les nombreux traités bilatéraux (en) signés par le Royaume-Uni avec les nations impliquées dans le trafic négrier. « L'Angleterre extorqua ainsi nombre de traités anti-négriers, en faisant pression sur ses alliés » ou sur les États « que le sort des armes mettait entre ses mains ». Elle en fit de même la condition de la reconnaissance officielle de la souveraineté des États nouvellement indépendants d'Amérique du Sud (Venezuela, Chili, Argentine…). Tous les États moralement, politiquement ou financièrement endettés vis-à-vis de la Grande-Bretagne se virent ainsi imposer l'abandon légal de la traite, non sans compensation financière parfois : ce fut le cas de l'Espagne et du Portugal en 1817, ou de cette nation économiquement très liée à l'Angleterre qu'étaient les Pays-Bas en 1818.
Ces conventions bilatérales disposaient systématiquement de deux clauses principales. La première instaurait un droit de visite réciproque : les navires de guerre de ces deux pays pouvaient contrôler en mer les navires marchands de l'autre nation, s'il s'agissait de négriers saisir le bateau et arrêter l'équipage, enfin l'escorter avec sa cargaison jusqu'en Sierra Leone, colonie britannique depuis 1808. Là, la deuxième clause prévoyait qu'une cour de justice spéciale, théoriquement mixte mais composée en fait majoritairement de Britanniques, les jugerait, les condamnerait éventuellement et surtout procéderait à la libération et à l'installation en Sierra Leone des individus retenus captifs. Ces cours, qui fonctionnèrent à partir de 1819, furent efficaces, mais leur caractère supranational, à l'instar de ce droit de visite qui en temps normal n'avait lieu d'être que dans le cadre d'affrontements militaires, en rendait la mise en place difficilement acceptable du point de vue d'États en mesure de résister à la pression britannique, comme la France ou les États-Unis. Ces derniers privilégièrent donc le cas échéant une répression autonome, prise en charge spécifiquement par chaque État vis-à-vis de sa flotte marchande.

#### Concessions et pressions britanniques
Si elle laissait davantage les mains libres à l'Angleterre dans sa lutte contre la traite, la signature d'un traité bilatéral tel que décrit ci-dessus n'était pas une garantie absolue de l'abandon effectif de l'importation d'esclaves dans les colonies des nations concernées. La Grande-Bretagne devait parfois faire des concessions : par exemple, jusqu'en 1830, la traite portugaise resta autorisée au sud de l'équateur, notamment entre le Brésil et les territoires de l'actuel Angola. Surtout, les Britanniques devaient régulièrement rappeler à l'ordre leurs alliés, qui faisaient souvent preuve de laxisme voire de complaisance vis-à-vis des négriers. La dénonciation de la traite n'entraînait pas systématiquement la mise en place d'une répression effective.
Ainsi, il fallut attendre 1835, « des menaces d'interventions britanniques non déguisées » et un nouveau traité avec l'Angleterre, pour que Madrid s'engage dans une lutte relativement efficace contre l'« infâme trafic », et 1845 pour qu'une loi du gouvernement espagnol abolissant officiellement la traite dans les territoires relevant de son autorité fut promulguée, sans être d'une efficacité frappante d'ailleurs. Le Portugal se révéla encore plus difficile à convaincre, et ce n'est qu'à la suite de la saisie par la Royal Navy de dizaines de bâtiments portugais en 1839 que le gouvernement de Lisbonne, adepte jusque-là d'un complaisant immobilisme, consentit à s'engager réellement dans la lutte contre la traite dans le cadre d'un nouveau traité bilatéral signé avec l'Angleterre le 3 juillet 1842. Vis-à-vis du Brésil, la pression britannique fut encore plus spectaculaire. En jouant sur « le chantage à la reconnaissance de jure de l'Empire qui avait proclamé son indépendance en 1822 », l'Angleterre avait obtenu en 1831 le vote d'une loi brésilienne abolissant la traite. Mais l'absence d'application de cette loi amena les autorités britanniques à envoyer en 1850 la Royal Navy bombarder, couler et saisir des navires négriers dans les ports brésiliens eux-mêmes : le Parlement brésilien consentit dès lors la même année à voter une loi « aux effets pratiquement définitifs ».

#### LaBritish African Squadron, entre efficacité et dérives

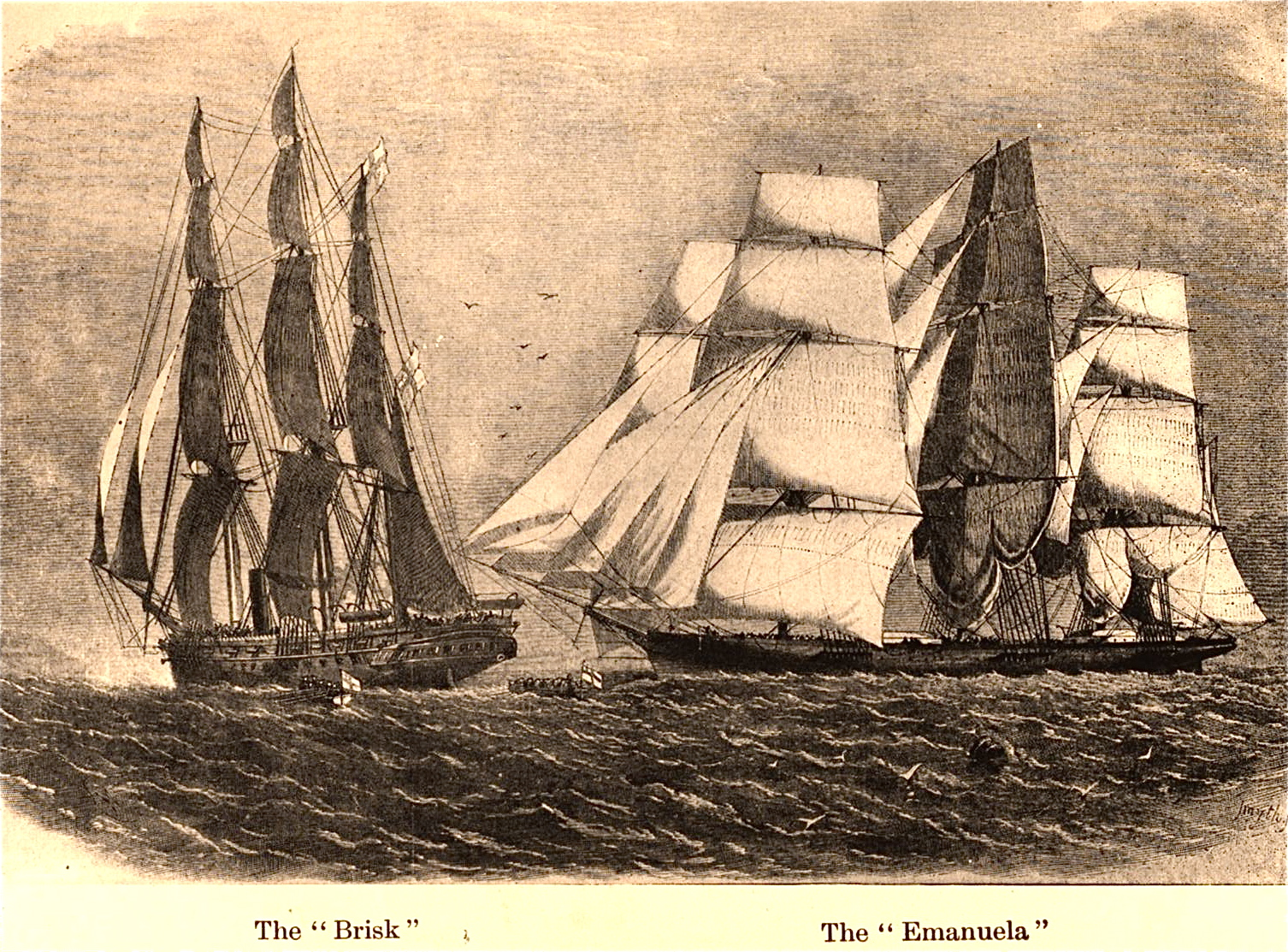
Capture d'un navire négrier, le Emanuela, par un bâtiment de la Royal Navy, le HMS Brisk.

Concrètement, la marine britannique fut longtemps la seule à prendre sérieusement en charge la lutte contre la traite au large des côtes africaines. Jusqu'à une dizaine de navires, naviguant en général par groupe de trois, composèrent ainsi la British African Squadron chargée de la répression dans une zone centrée sur le golfe de Guinée, entre Sierra Leone et équateur. Si l'on en croit le futur amiral Roussin, l'investissement britannique était loin d'être négligeable : au moins une frégate de 42 canons et 245 hommes et trois ou quatre sloops de 25 à 32 canons et 100 à 150 hommes, le tout complété de plusieurs bricks de 50 hommes et douze à vingt canons, capables de remonter les rivières pour la chasse et la saisie des négriers. Ces dernières furent régulières : selon David Eltis, 1 635 navires négriers de toutes nationalités furent saisis entre 1808 et 1867 sur un total estimé de 7 750 expéditions, soit un navire négrier sur cinq. De la sorte, plus de 160 000 esclaves furent soustraits à leur destinée de servilité sur le continent américain, dont près de 100 000 rejoignirent la Sierra Leone.
Les primes par tête d'esclave libéré versées aux marins après jugement des négriers par les commissions mixtes de Freetown ne furent pas sans encourager les prises de navires négriers. Mais si elles stimulèrent leur zèle, les primes allouées aux matelots et aux officiers ne furent pas sans engendrer des dérives. La surestimation régulière du nombre d'esclaves présents sur le navire saisi n'en est que la moins grave : tout à leur désir de saisir un nouveau navire, les marins britanniques s'engageaient dans des combats navals au cours desquels on ne se souciait guère du sort des individus transportés dans les cales adverses ; une fois le navire saisi, le voyage, qui pouvait durer plus de trois semaines, de ces derniers vers la Sierra Leone entraînait généralement la mort d'une proportion de captifs équivalente à celle d'un voyage négrier « classique ».

#### Contestations et triomphe de la répression britannique de la traite
Ces inconvénients du système répressif britannique insinuèrent le doute quant à son efficacité : certains abolitionnistes estimèrent qu'il incitait seulement les négriers à ruser davantage, ce qui finalement aggravait encore la manière dont les captifs étaient transportés. Des libre-échangistes soulignèrent que l'existence de la British African Squadron contrevenait aux « lois naturelles de l'offre et de la demande » et ne contribuait qu'à accroître d'une part les profits des négriers qui parvenaient à passer dans les mailles du filet, d'autre part « l'hostilité des puissances européennes à l'égard de l'hégémonie navale britannique ». Au milieu des années 1840, au moment même où ses effectifs étaient triplés, l’African Squadron, dont le coût pour le budget britannique était en outre loin d'être symbolique, se trouva ainsi fortement contesté. L'État britannique poursuivit cependant sa croisade abolitionniste, et fut peu après récompensé par quelques coups de force heureux comme au Brésil en 1850, par l'apparition de navires de guerre à vapeur au sein de la flotte britannique et par la conjonction de plus en plus nette des efforts britanniques avec ceux de la France ou des États-Unis.

Le missionnaire David Livingstone, en luttant contre l'esclavage en Afrique, contribua à l'établissement de la domination britannique sur ce continent.

En fait, le Royaume-Uni recueillait là le fruit de plusieurs décennies de combat et de pression sur les autres puissances. Le 20 décembre 1841, les principales puissances signataires du Congrès de Vienne de 1815 accordèrent aux Britanniques l'extension de la lutte contre la traite de l'océan Atlantique à l'océan Indien et l'année suivante les États-Unis s'engagèrent à entretenir une flotte de répression de la traite de 80 canons. Les pressions britanniques sur l'Espagne, le Portugal et le Brésil durant les décennies 1840-1850 firent le reste, et tarirent naturellement le commerce des esclaves à travers l'Atlantique, commerce qui devint marginal à partir des années 1860, d'autant que la guerre de Sécession développa la coopération États-Unis-Royaume-Uni dans la lutte contre la traite.

### Abolitionnisme britannique et colonisation de l'Afrique
La lutte contre l'esclavage permit aux puissances coloniales, et au Royaume-Uni au premier chef, de justifier leur pénétration du continent noir : dès lors qu'ils avaient choisi d'interdire la traite dans les territoires qu'ils contrôlaient, les Britanniques signèrent, entre 1807 et 1840, une trentaine de traités avec d'autres États européens et des royautés africaines pour tarir les sources d'approvisionnement des négriers. La lutte contre les négriers entraîna ainsi le développement de relations toujours plus étroites entre les Britanniques et les souverains africains, tout comme une présence toujours plus dense de la marine britannique sur les côtes africaines pour débusquer les sites et les navires négriers, notamment portugais, qui poursuivaient clandestinement la traite à destination du Brésil.

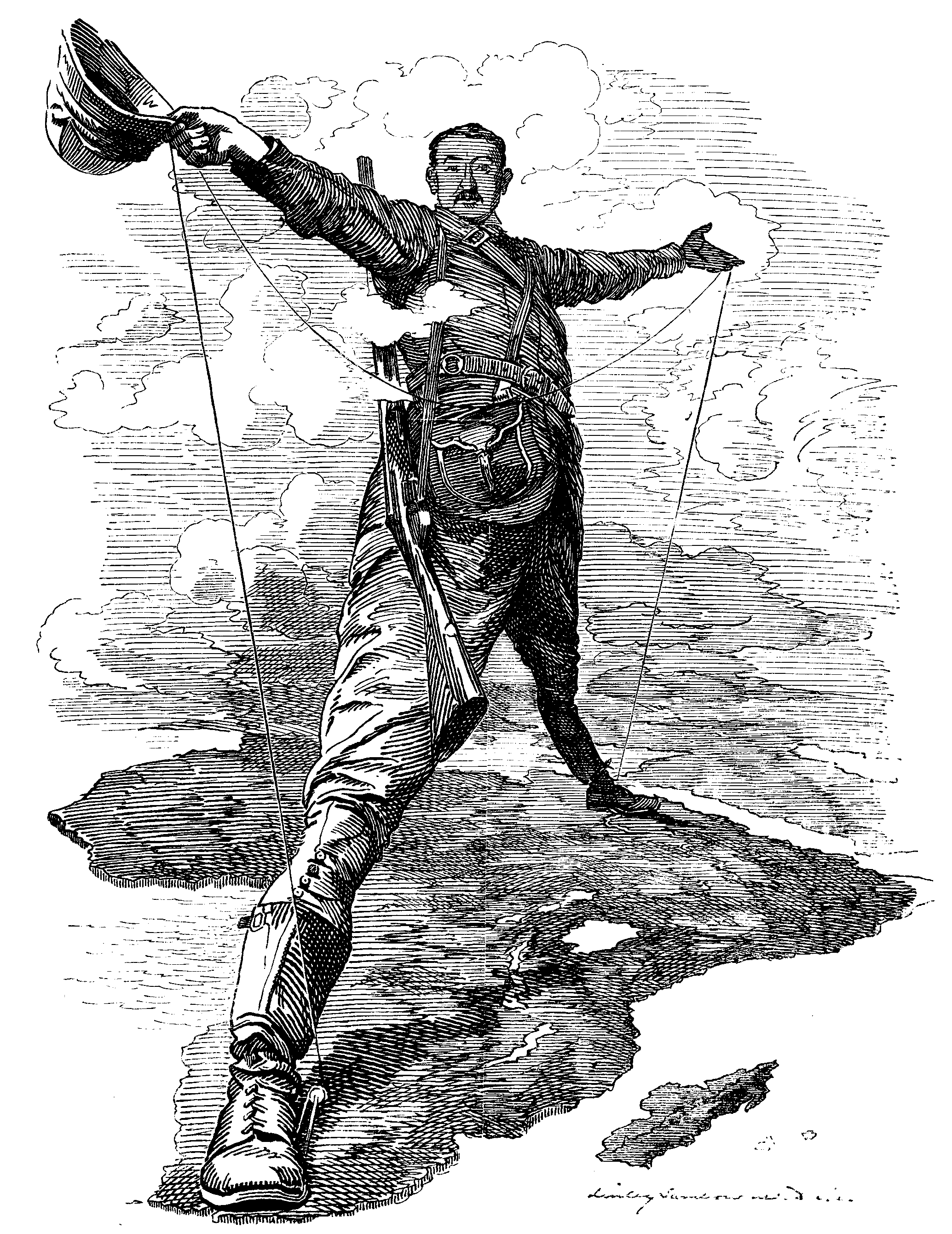
Le colosse de Cecil Rhodes, symbole de la domination britannique en Afrique.

En outre, les abolitionnistes britanniques, tout au souci de fournir une activité alternative au commerce des esclaves aux communautés africaines qui en vivaient pour une part depuis deux siècles, cherchèrent à établir avec elles des relations commerciales « classiques », comme l'illustrent bien les propos de l'abolitionniste Thomas Fowell Buxton en 1840 : « Rien ne m'ôtera la ferme conviction que l'Afrique peut trouver dans ses ressources propres de quoi compenser largement la perte du commerce des esclaves… Un commerce légitime ferait tomber le commerce des esclaves en démontrant combien la valeur de l'homme, ouvrier agricole, l'emporte sur celle de l'homme marchandise ; conduit d'après des principes de sagesse et d'équité, ce commerce pourrait être le précieux ou plutôt le fidèle ministre de la civilisation, de la paix et du christianisme ». Comme le montre la remarque de Buxton, cette pénétration commerciale s'accompagnait de visées missionnaires. La London Missionary Society, créée dans ce but en 1795, envoya ses premiers missionnaires en Sierra Leone dès 1797. Les activités missionnaires se multiplièrent sur les côtes dans le premier tiers du XIXe siècle, puis à l'intérieur des terres à partir de 1840. L'expédition sur le fleuve Niger entreprise par Buxton en 1840 illustre bien le caractère entremêlé, dans un but avant tout abolitionniste et « civilisateur », de l'élan missionnaire avec des visées scientifiques et commerciales dans le cadre d'une théorie économique coloniale.
Même si tous les Britanniques intervenant auprès des Africains pour des raisons apparemment philanthropiques n'avaient pas toujours des intentions réelles très pures, on doit cependant souligner la bonne foi de nombreux abolitionnistes qui ouvrirent malgré eux, par leurs initiatives, la voie à la ruée des grandes puissances européennes pour accaparer le maximum de territoires et de richesses sur le continent africain dans le dernier tiers du XIXe siècle. D'ailleurs, outre la dimension morale de la lutte contre les traites orientales et internes au continent noir, la mobilisation antiesclavagiste se justifiait économiquement dans le cadre de l'expansion du colonialisme en Afrique, dans la mesure où la pratique des razzias et de la traite négrière pouvaient être cause d'insécurité et d'appauvrissement de territoires colonisés encore imparfaitement contrôlés.
L'idée que le combat abolitionniste a facilité le développement de la domination occidentale sur l'Afrique via le colonialisme est un fait acquis. Mais les individus luttant pour la disparition de la traite, guidés en Grande-Bretagne par des principes évangéliques, étaient-ils conscients qu'ils ne faisaient que substituer un mode de domination à un autre ? Ont-ils délibérément choisi de sophistiquer, sans l'abattre, un système de domination de l'homme par l'homme ? D'après Jean-François Zorn, ni naïfs, ni cyniques, les abolitionnistes ne pouvaient espérer objectivement mettre fin à la domination de l'Occident sur ces territoires et ces populations. Dès lors que le combat abolitionniste était le fait des anciens oppresseurs et que ceux-ci s'abstenaient de quitter le territoire africain, il ne pouvait qu'ouvrir la voie à de nouvelles formes de domination, compte tenu du déséquilibre considérable entre les deux ensembles, aussi bien d'un point de vue économique que militaire et diplomatique. « En transformant l'homme-marchandise en homme marchand, précise-t-il, les Occidentaux ont intégré les peuples africains et d'autres peuples non occidentaux dans le marché mondial dont ils étaient les maîtres. C'est pourquoi l'analyse des phénomènes actuels de recolonisation, de sous-développement et d'appauvrissement peut être située dans la stricte continuité de phénomènes plus anciens et permanents ».

## Réparations
En 2023, une famille d'aristocrates britanniques, descendante de propriétaires d'esclaves sur l'ancienne possession britannique de l'île de Grenade, décide de présenter des excuses et verser des réparations au nom de ses ancêtres qui avaient perçu une notable compensation financière au moment de l'abolition de l'esclavage. Elle enjoint d'autres familles et même la famille royale britannique à suivre son exemple.